# Steen Eiler Rasmussen (dokumentarfilm)
|  | Denne artikel er oprettet af botten Steenthbot ud fra en ekstern database. Den kan derfor have sproglige fejl eller mangler. Denne skabelon kan fjernes efter kontrol af indholdet. |

Steen Eiler Rasmussen er en dansk portrætfilm fra 1995 instrueret af Michael Varming.